# Kloster Malmedy

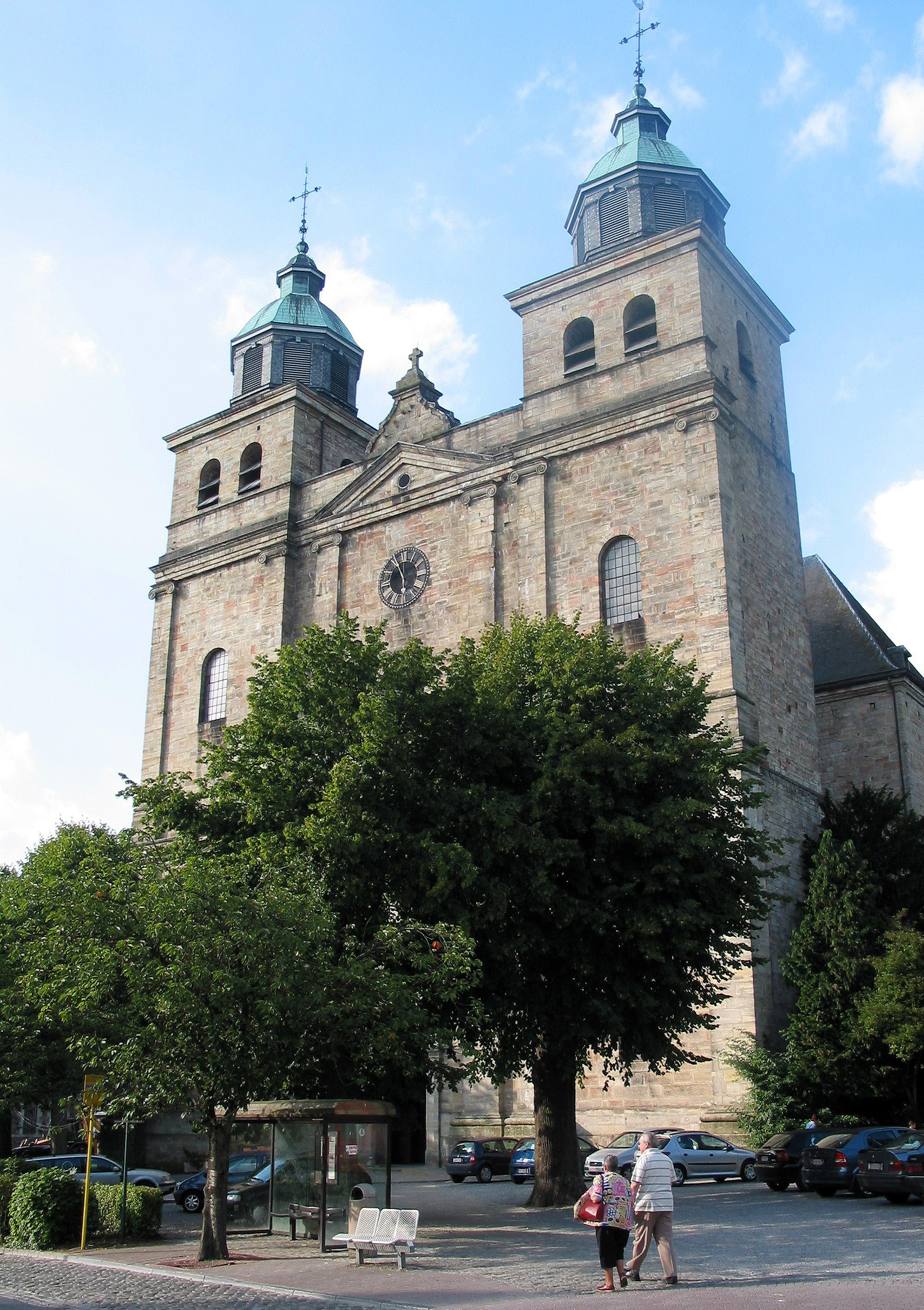
Ehemalige Abteikirche Malmedy

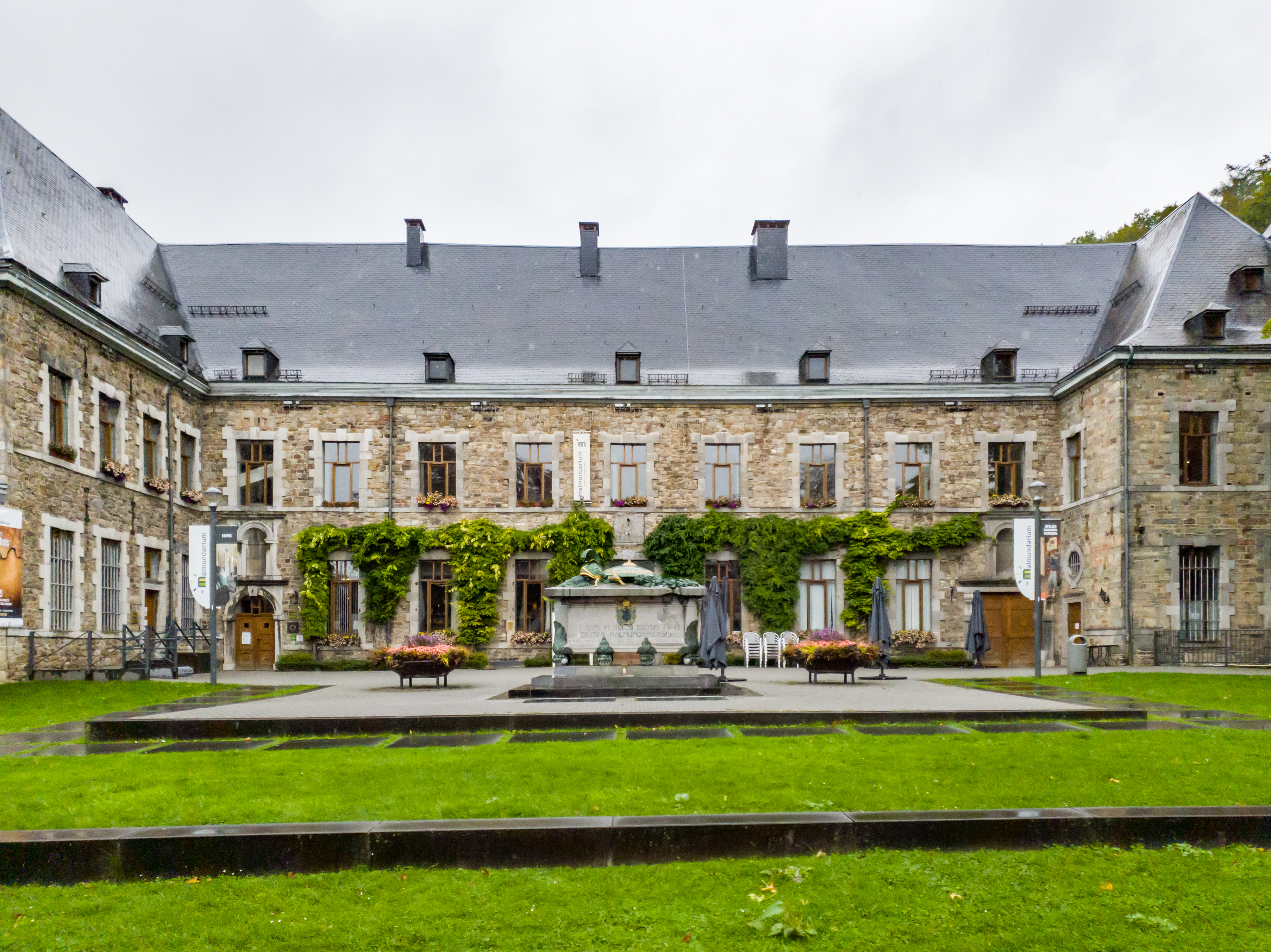
Ehemaliges Klostergebäude

Kloster Malmedy (auch Malmody oder Malmünde; lateinisch Malmundarium; Monasterium Malmundariensis u. ä.) war ein Kloster des Benediktinerordens in Malmedy nahe Lüttich im heutigen Belgien. Die Einrichtung war Teil der Reichsabtei Stablo-Malmedy. Es wurde im Jahr 650 durch Remaclus gegründet und im Jahr 1796 aufgehoben.

## Geschichte
Dem damaligen Abt des Klosters Solignac, Remaclus, wurde von König Sigibert III. das Recht gewährt, eine Abtei zu gründen. Der Bischof gründete darauf zwei verschwisterte Klöster auf dem zur Verfügung stehenden Terrain: Stablo und Malmedy. Sie wurden verschiedenen Diözesen unterstellt, Stablo dem Bischof von Lüttich und Malmedy dem Erzbischof von Köln; beide waren aber relativ eigenständig.
881 wurde die Abtei von Wikingern gebrandschatzt und geplündert.
Heinrich IV. (11. Jahrhundert) stellte Malmedy unter die Vorherrschaft Stablos.
Malmedy und Stablo waren seit ihrer Gründung in Personalunion verbunden.
Die Abtei Malmedy war ein Zentrum der cluniazensischen Reform.
Malmedy und Stablo gehörten in der frühen Neuzeit als Fürstabteien zum Niederrheinisch-Westfälischen Reichskreis. 1795 kam das Gebiet Malmedys an Frankreich, 1815 fiel es an Preußen und kam nach dem Ersten Weltkrieg 1920 als Teil der so genannten Ostkantone an Belgien.
Im Jahr 1794 verlor das Kloster die Reichsunmittelbarkeit und wurde 1796 aufgehoben.